# Assizes
Les Assizes ou Courts of Assize étaient des cours criminelles tenues périodiquement en Angleterre et au Pays de Galles jusqu'en 1972. Elles furent abolies avec les Quarter Sessions par le Courts Act 1971 et remplacées par une seule, et permanente, Crown Court (littéralement, « Cour de la Couronne »). Les Assizes entendaient les cas les plus sérieux, référés par les Quarter Sessions (des cours de comtés tenues quatre fois par année), alors que les offenses mineures étaient entendues par les Justices of the Peace lors de courtes sessions.